# 林秋芳
林秋芳是台灣學者、文化人，曾擔任輔仁大學博物館學教授、宜蘭縣文化局局長，以及宜蘭美術館、蘭陽博物館、台南市美術館等多個美術館、博物館的館長。

## 生平

### 早年
林秋芳自小便喜愛美術，在大學雖主修企業管理，但也學習古文、繪畫。他畢業後曾從商，1991年於宜蘭縣文化中心工作後開始投入文化產業。離開文化中心後他於文建會工作，接著在專營GLAM導覽的雅凱集團擔任台灣、亞洲區CEO，同時也參與全台灣各地的文化園區、博物館籌備。

### 宜蘭縣文化局長
林秋芳在2009年時回到故鄉宜蘭縣居住，並成立工作室讓民眾參與藝術、文化。2012年，時任宜蘭縣縣長林聰賢延攬他擔任文化局局長。林秋芳於任內推動宜蘭的文創產業，也協助籌備蘭陽博物館、宜蘭美術館成立並兼任館長，後在2016年因家庭因素而辭職。

### 臺南市美術館館長
輔仁大學在2019年時聘請林秋芳擔任博物館學研究所所長，同時兼管該校校史室、天主教文物館。
臺南市美術館因看中林秋芳的產官學經驗，在2023年時推舉他擔任新任館長。他於當年4月20日上任，其任內籌備台南市建城400年紀念，也推動台南在地藝術、觀光與國際交流。